# Finnian von Clonard

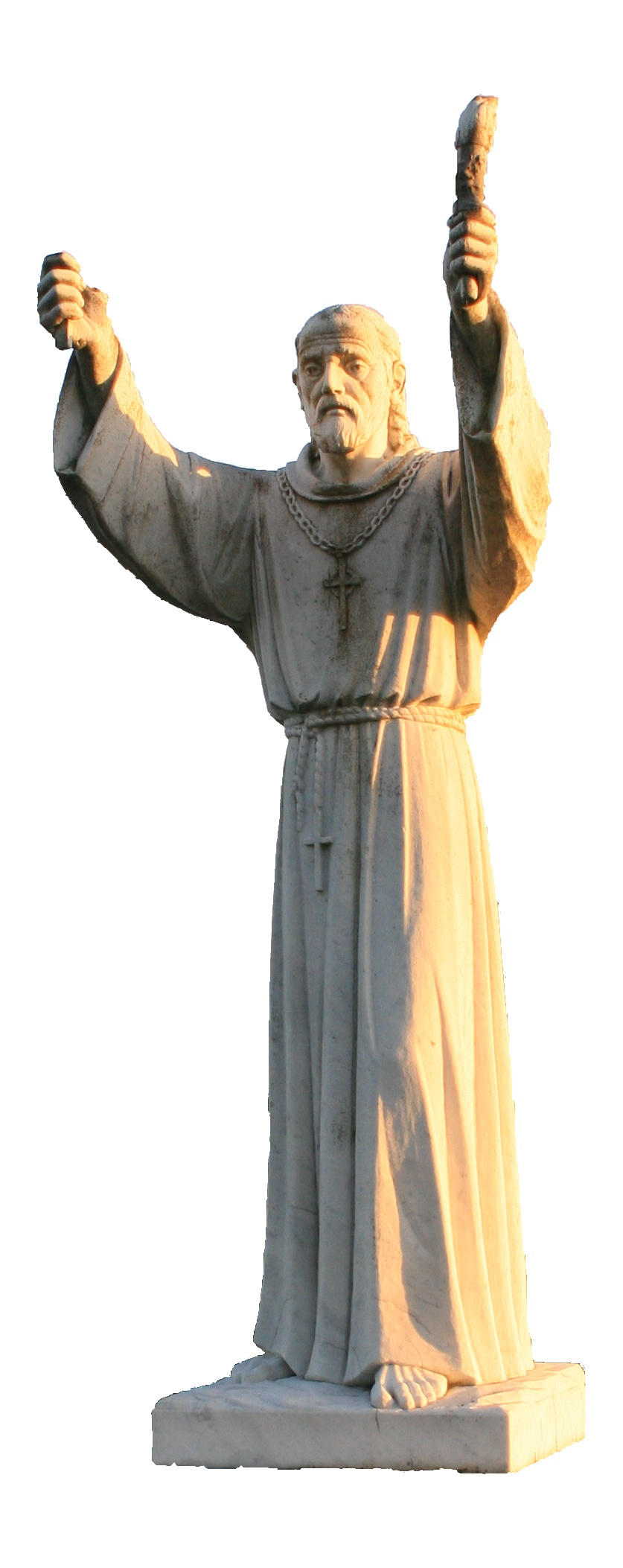
Statue des Hl. Finnian in Clonard

Finnian von Clonard (Cluain Eraird), geboren als Finnio moccu Telduib (* 470 in Myshall, heute County Carlow, Provinz Leinster, Irland; † 12. Dezember 549), Heiliger, war ein irischer Missionar, Gründer des Klosters Clonard und dortiger Bischof. Er wird als Lehrer der Zwölf Apostel von Irland bezeichnet.

## Weitere Namen
Finnian von Clonard wird oder wurde in Irland auch Finian, Fionán, Findén und Fionnán genannt; latinisiert Findianus, Finnianus, Finninus, Finanus, Vennianus, Vinniaus, Uinnianus und Vinnianus; englisch auch Finian, Vinnian und Winnian.

## Frühes Leben
Finnian wurde in Myshall als Sohn des aus einer irischen Adelslinie stammenden Rudraigh geboren. Seine Mutter Telach stammte aus der Provinz Leinster. Als junger Mann kam er unter den Einfluss des Foirtchernn (Foirtgirn) von Trim, auf dessen Rat er nach Wales ging, um von den dortigen Lehrern des keltischen Christentums in den Lehren des Heiligen Patrick unterwiesen zu werden. Er studierte unter anderem bei dem Heiligen Gildas und bei dem Hl. Cadoc in Llancarfan, Glamorgan.
Im Anschluss an den langen Aufenthalt in Wales – nach dem Codex Salmanticensis, einer Chronik Irischer Heiliger, soll dieser 30 Jahre gewährt haben – kehrte er nach Irland zurück und zog predigend und lehrend von Ort zu Ort. Finnian gründete Klöster und Schulen: Seine erste Gründung war in Aghowle, heute County Wicklow. Bemerkenswert ist die Klostergründung auf der vor der irischen Küste liegenden Insel Skellig Michael (irisch Sceilg Mhichíl, auch als Great Skellig bekannt), heute nach einer späteren Erweiterung des Klosters UNESCO-Welterbe.

## Gründung des Klosters Clonard

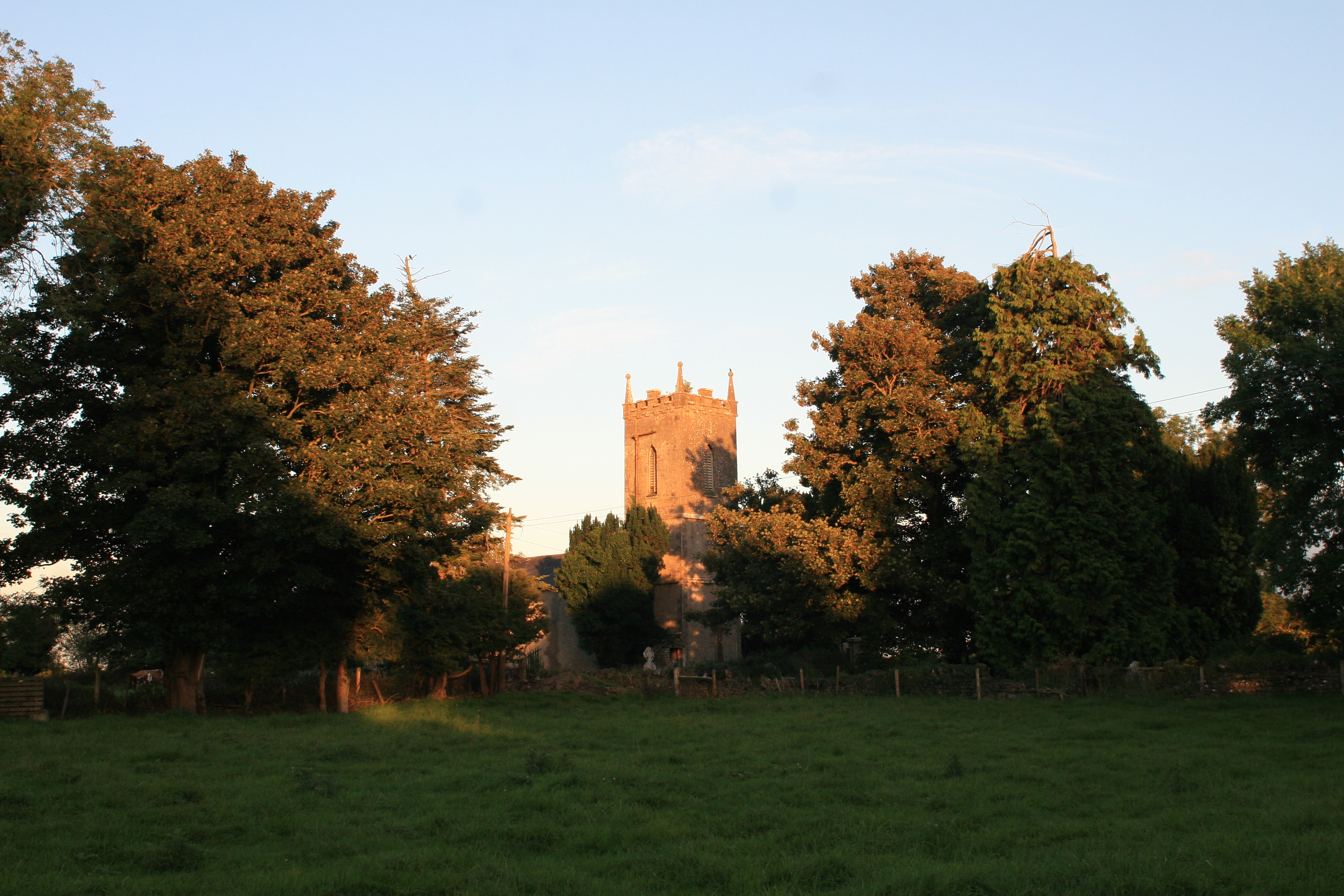
Klosteranlage in Clonard, Gründung Finnians, teilweise erneuert

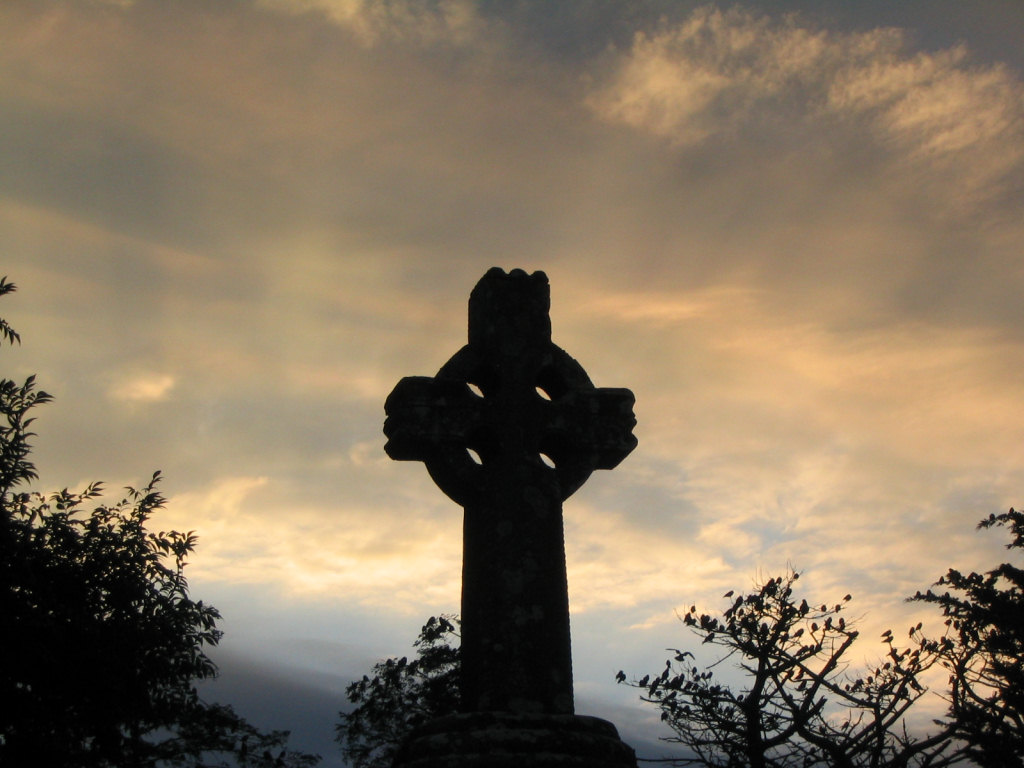
Keltisches Kreuz, Irland

Um 520 begab er sich nach Cluain Eraird (Clonard, heute County Meath) am Fluss Boyne. Finnian erbaute hier zunächst eine kleine Kirche und Unterkunft aus Holz und Lehm, welche später durch einen steinernen Bau ersetzt wurde. Er widmete sich Gebet und Studien; seine asketische Lebensweise, seine Frömmigkeit und sein Wissen schufen einen weit über die Region hinaus wirkenden Ruf. Laien und Kleriker, bis hin zu Bischöfen, zogen nun zu Finnian nach Clonard. Aufzeichnungen zufolge sollen bis zu dreitausend Schüler gleichzeitig von Finnian unterrichtet worden sein. Finnians unübertroffene Auslegung der Heiligen Schrift wird die außergewöhnliche Popularität seiner Vorlesungen zugeschrieben. In Clonard wurde er zum Bischof geweiht.
Finnian von Clonard wird gemeinsam mit dem Heiligen Enda von Aran als einer der Väter des irischen Mönchstums in der keltischen Zeit betrachtet. Zu den Schülern Finnians zählten die Zwölf Apostel von Irland, darunter der Heilige Columban von Iona. Das Kloster Clonard gewann seine Bedeutung für die iroschottische Kirche durch die große Anzahl an Schülern, welche später an anderen Orten neue Klöster gründeten.
Finnian verstarb infolge einer Pesterkrankung. Sein Grab befindet sich in seiner Kirche in Clonard. Die Reliquien des Finnian wurden bis zur Zerstörung des Schreins im Jahr 887 in Clonard aufbewahrt.

## Nachwirkung
Jahrhunderte über Finnians Tod hinaus behielt Clonard Bedeutung als Studienort für Schriftgelehrte. Die Bedeutung des Klosters begann erst mit Überfällen der Wikinger im zehnten und elften Jahrhundert zu schwinden. Innerirische Konflikte im zwölften Jahrhundert, zu Zeiten des Kleinkönigs Dermod von Leinster, führten zum weiteren Niedergang des Klosters.
Mit der Verlegung des Bischofssitzes der Diözese von Meath durch den normannischen Bischof Rochfort im Jahr 1206 von Clonard nach Trim verschwand die über Jahrhunderte währende Bedeutung des Klosters Clonard.

## Gedenktag
- römisch-katholisch: 12. Dezember

Der Gedenktag des Hl. Finnian von Clonard findet sich erstmals in einem spanischen Heiligenkalender des 9. Jahrhunderts.